# Birdy (album de Birdy)
Pour les articles homonymes, voir Birdy.
Albums de Birdy
Fire Within
(2013)
Singles
1. Skinny Love
Sortie : 30 janvier 2011
2. Shelter
Sortie : 3 juin 2011
3. People Help the People
Sortie : 28 octobre 2011
4. I'll Never Forget You
Sortie : 4 novembre 2011
5. White Winter Hymnal
Sortie : 4 novembre 2011
6. 1901
Sortie : 27 février 2012

Birdy est le premier album studio de la chanteuse folk britannique Birdy, sorti le 4 novembre 2011 sur le label 14th Floor Records/Atlantic Records. L'album inclut les quatre singles de la chanteuse, Skinny Love, Shelter, People Help the People et 1901. 

## Titres
- Skinny Love, sorti le 30 janvier 2011, est le premier single de Birdy, issu de son premier album. La chanson est une reprise du groupe américain de folk Bon Iver. La chanson s'est hissée à la 17e place du classement britannique.
- Shelter, sorti le 3 juin 2011, est le deuxième single de Birdy issu du même album que Skinny Love. La chanson est aussi une reprise, mais du groupe londonien d'indie pop, The xx. La chanson atteint la 50e place au Royaume-Uni.
- People Help the People, sorti le 28 octobre 2011, est le troisième single de Birdy. C'est une reprise de Cherry Ghost.
- 1901, sorti le 27 février 2012, est le quatrième single de Birdy. Cette fois-ci, c'est une reprise du groupe français Phoenix.
- Young Blood est une reprise du groupe néo-zélandais d'indie-rock, The Naked and Famous, datant de 2010.
- White Winter Hymnal est une reprise du groupe américain de folk Fleet Foxes.
- The District Sleeps Alone Tonight est une reprise des Postal Service.
- I'll Never Forget You est une reprise de Francis & The Lights.
- Fire and Rain est une reprise de James Taylor.
- Terrible Love est une reprise de The National.

## Liste des titres
| No  | Titre                             | Auteur                                     | Producteur | Durée |
| --- | --------------------------------- | ------------------------------------------ | ---------- | ----- |
| 1.  | 1901                              | Thomas Mars                                |            | 5:11  |
| 2.  | Skinny Love                       | Justin Vernon                              |            | 3:23  |
| 3.  | People Help the People            | Simon Aldred                               |            | 4:16  |
| 4.  | White Winter Hymnal               | Robin Pecknold                             |            | 2:17  |
| 5.  | The District Sleeps Alone Tonight | Ben Gibbard, Jimmy Tamborello              |            | 4:44  |
| 6.  | I'll Never Forget You             | Francis Farewell Starlite                  |            | 3:47  |
| 7.  | Young Blood                       | Thomas Powers, Alisa Xayalith, Aaron Short |            | 4:04  |
| 8.  | Shelter                           | Romy Madley Croft                          |            | 3:44  |
| 9.  | Fire & Rain                       | James Taylor                               |            | 3:07  |
| 10. | Without A Word                    | Jasmine van den Bogaerde                   |            | 4:46  |
| 11. | Terrible Love                     | Matt Berninger, Aaron Dessner              |            | 4:43  |

| 12. | Comforting Sounds      | Jonas Bjerre, Johan Wohlert, Bo Madsen, Silas Jørgensen |  | 8:57 |
| 13. | Farewell and Goodnight | James Iha                                               |  | 2:02 |

## Historique des sorties
| Pays        | Date            | Format                     | Label              |
| ----------- | --------------- | -------------------------- | ------------------ |
| Irlande     | 4 novembre 2011 | Téléchargement digital     | Atlantic           |
| Royaume-Uni | 7 novembre 2011 | Téléchargement digital,    | Atlantic           |
| Royaume-Uni | 7 novembre 2011 | CD                         | Atlantic           |
| États-Unis  | 20 mars 2012    | CD, téléchargement digital | Warner Music Group |
| Allemagne   | 23 mars 2012    | CD                         | Warner Music Group |